# Simple Machines Forum
Simple Machines Forum (SMF) är en fri programvara för Internetforum, med många avancerade funktioner. Det är skrivet i PHP och använder en SQL-databas, och har stöd för MySQL, PostgreSQL och SQLite. SMF utvecklas av Simple Machines Developement team, ursprungligen i syfte att ersätta forummjukvaran YaBB SE.

## Lokalanpassning
SMF finns i över 38 språk, bland annat albanska, arabiska, bulgariska, katalanska, kinesiska, tjeckiska, danska, nederländska, engelska, finska, franska, tyska, grekiska, hebreiska, ungerska, italienska, japanska, norska, persiska, polska, portugisiska, rumänska, ryska, spanska, svenska, thailändska, turkiska och ukrainska. Volontärer bidrar med fler översättningar.